# Бандейра, Мануэл
Мануэл Бандейра (порт. Manuel Carneiro de Souza Bandeira, 19 апреля 1886, Ресифи — 13 октября 1968, Рио-де-Жанейро) — бразильский поэт, литературный критик и переводчик, педагог, журналист, крупнейший представитель модернизма.

## Биография
Сын инженера, из семьи со стороны как отца, так и матери вышли крупные адвокаты, инженеры, университетские преподаватели, политики. Готовился к карьере архитектора, поступил в Политехническую школу университета Сан-Паулу, но с 1904 был вынужден заняться собственным здоровьем (у него обнаружился туберкулез), лечился в Бразилии и в Швейцарии (1916—1917), где в одном из санаториев познакомился с Полем Элюаром. С началом мировой войны вернулся в Бразилию. Дебютировал книгой постсимволистских стихов в 1917. В 1922 участвовал в Неделе современного искусства в Сан-Паулу, его стихотворение Жабы стало манифестом бразильского модернизма. В 1938—1956 преподавал литературу в колледжах и университете. Занимался журналистикой. Переводил с английского, прежде всего — драмы (Шекспир, Джон Форд, Торнтон Уайлдер, Шон О’Кейси), французского (Фредерик Мистраль, Кокто), немецкого (Шиллер, Шпиттелер, Брехт), испанского (Хуана Инес де ла Крус, Соррилья, Антонио Гала).

## Произведения

### Поэзия
- A Cinza das Horas (1917)
- Карнавал/ Carnaval (1919)
- O Ritmo Dissoluto (1924)
- Libertinagem (1930)
- Утренняя звезда/ Estrela da Manhã (1936)
- Poesías Escolhidas (1937)
- Lira dos Cinquent’anos (1940)
- Belo, Belo (1948)
- Mafuá do Malungo (1948)
- Opus 10 (1952)
- Вечерняя звезда/ Estrela da tarde (1960)
- Estrela da Vida Inteira (1966)

### Эссе, путевые записки
- Crônicas da Província do Brasil (1936)
- Guía de Ouro Preto, Río de Janeiro (1938)
- Понятия истории литературы/ Noções de História das Literaturas (1940)
- Autoría das Cartas Chilenas (1940)
- Apresentação da Poesia Brasileira (1946)
- Literatura Hispano-Americana (1949)
- Gonçalves Dias, Biografía (1952)
- Путь в Пасаргады/ Itinerário de Pasárgada (1954)
- О поэтах и поэзии/De Poetas e de Poesía (1954)
- Бумажная флейта/ A Flauta de Papel (1957)
- Andorinha, Andorinha (1966)
- Colóquio Unilateralmente Sentimental (1968)

## Признание
Член Бразильской академии литературы (1940). Национальный Орден Заслуг (1966).

## Переводы на русский язык
- Стихи Бандейры переводили Валерий Перелешин (), Вл. Резниченко () и др.
- «И высший смысл в безумии самом...» Стихи Мариу Кинтаны, Мануэла Бандейры, Сесилии Мейрелис, Карлуса Друмона ди Андради (в переводе Ирины Фещенко-Скворцовой) // Иностранная литература. – 2017. – № 10. – Стр. 211-217.  ISSN: 0130-6545.